# Choi Eun-kyung
Choi Eun-kyung (n. 26 decembrie 1984, Daegu, Coreea de Sud) este o sportivă ce a reprezentat Coreea de Sud, medaliată olimpică. A participat la 2 ediții ale Jocurilor Olimpice (2002, 2006) în care a câștigat două medalii de aur și două medalii de argint.